# Polinomi di Jacobi
In matematica i polinomi di Jacobi costituiscono una sequenza polinomiale a due parametri e più precisamente costituiscono una successione di polinomi ortogonali a due parametri. Il loro nome ricorda il matematico tedesco Carl Jacobi (1804-1851).

## Definizioni
Essi possono definirsi in molti modi equivalenti. 
Mediante una serie ipergeometrica che in effetti si riduce a un polinomio:
{\displaystyle P_{n}^{(\alpha ,\beta )}(z):={\frac {(\alpha +1)^{\underline {n}}}{n!}}\,_{2}F_{1}\left(-n,n+\lambda ,\alpha +1;{\frac {1-z}{2}}\right),}
dove {\displaystyle {\underline {n}}} denota il fattoriale crescente e dove {\displaystyle \lambda :=\alpha +\beta +1}. 
Mediante la variante della precedente:
{\displaystyle P_{n}^{(\alpha ,\beta )}(z):={\frac {(-1)^{n}(\beta +1)^{\underline {n}}}{n!}}\,_{2}F_{1}\left(-n,n+\lambda ,\alpha +1;{\frac {1+z}{2}}\right).}
Mediante una formula alla Rodriguez:
{\displaystyle P_{n}^{(\alpha ,\beta )}(z):={\frac {(-1)^{n}}{2^{n}n!}}\,(1-z)^{-\alpha }(1+z)^{-\beta }{\frac {d^{n}}{dz^{n}}}\left[(1-z)^{\alpha +n}(1+z)^{\beta +n}\right].}
Mediante la espressione polinomiale esplicita
{\displaystyle P_{n}^{(\alpha ,\beta )}(z):={\frac {1}{2^{n}}}\sum _{k=0}^{n}{n+\alpha  \choose k}{n+\beta  \choose n-k}(z-1)^{n-k}(z+1)^{k}.}
Come soluzioni polinomiali dell'equazione differenziale di Jacobi.
Per {\displaystyle \alpha ,\beta >-1} si possono definire come i componenti della successione di polinomi ortogonali nell'intervallo {\displaystyle [-1,1]} rispetto alla funzione peso {\displaystyle (1-x)^{\alpha }(1+x)^{\beta }}. La corrispondente relazione di ortogonalità è
{\displaystyle \int _{-1}^{1}(1-x)^{\alpha }(1+x)^{\beta }P_{m}^{\alpha ,\beta }(x)P_{n}^{\alpha ,\beta }(x)dx={\begin{cases}0,&{\text{se }}m\neq n,\\{\frac {2^{\lambda }\Gamma (n+\alpha +1)\Gamma (n+\beta +1)}{(2n+\lambda )n!\,\Gamma (n+\lambda )}},&{\text{se }}m=n\neq 0,\\{\frac {2^{\lambda }\Gamma (\alpha +1)\Gamma (\beta +1)}{\Gamma (\lambda +1)}},&{\text{se }}m=n=0.\end{cases}}}

## Polinomi di Jacobi shiftati
Si tratta di varianti dei precedenti abbastanza modeste ma molto usate; sono definiti come 
{\displaystyle R_{n}^{\alpha ,\beta }(z):=P_{n}^{(\alpha ,\beta )}(2z-1).}
Naturalmente anche questi costituiscono una successione di polinomi ortogonali e la relazione di ortogonalità è:
{\displaystyle \int _{0}^{1}dx(1-x)^{\alpha }x^{\beta }R_{m}^{\alpha ,\beta }(x)R_{n}^{\alpha ,\beta }(x)={\begin{cases}0,&{\text{se }}m\neq n,\\{\frac {\Gamma (n+\alpha +1)\Gamma (n+\beta +1)}{(2n+\lambda )n!\,\Gamma (n+\lambda )}},&{\text{se }}m=n\neq 0,\\{\frac {\Gamma (\alpha +1)\Gamma (\beta +1)}{\Gamma (\lambda +1)}},&{\text{se }}m=n=0.\end{cases}}}

## Collegamenti con altri polinomi speciali
Per {\displaystyle \alpha =\beta =0} si riducono ai polinomi di Legendre.
Per {\displaystyle \alpha =\beta } si riducono ai polinomi di Gegenbauer:
{\displaystyle C_{n}^{(\alpha +1/2)}(z)={\frac {(2\alpha +1)^{\underline {n}}}{\,}}{(\alpha +1){\underline {n}}}\,P_{n}^{(\alpha ,\beta )}(z).}
Per {\displaystyle \alpha =\beta =-1/2} si riducono ai polinomi di Chebyshev di primo genere:
{\displaystyle T_{n}(z)={\frac {n!}{(1/2)^{\underline {n}}}}P_{n}^{(-1/2,-1/2)}(z).}

## Espressioni esplicite
I primi polinomi della successione graduale sono:
{\displaystyle P_{0}^{(\alpha ,\beta )}(z)=1,}
{\displaystyle P_{1}^{(\alpha ,\beta )}(z)={\frac {1}{2}}\left[2(\alpha +1)+(\alpha +\beta +2)(z-1)\right],}
{\displaystyle P_{2}^{(\alpha ,\beta )}(z)={\frac {1}{8}}\left[4(\alpha +1)(\alpha +2)+4(\alpha +\beta +3)(\alpha +2)(z-1)+(\alpha +\beta +3)(\alpha +\beta +4)(z-1)^{2}\right].}